# ذاكرة الوصول العشوائي الساكنة بمقحل واحد

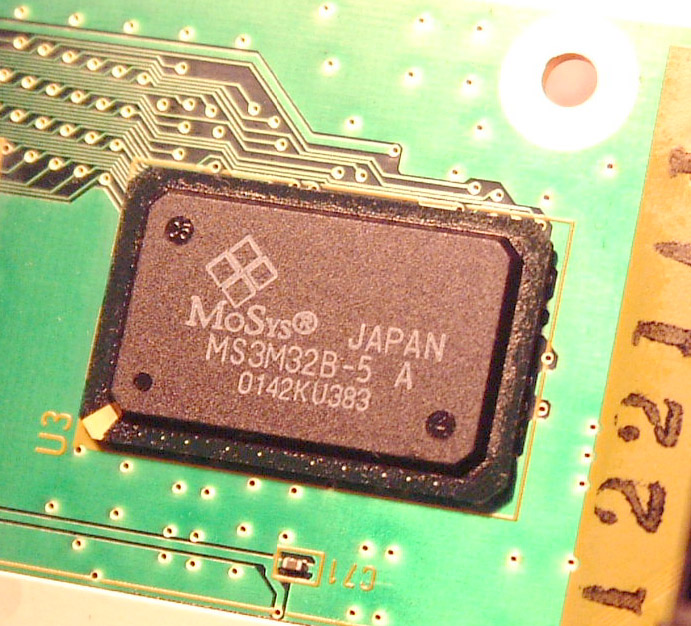

ذاكرة الوصول العشوائي الساكنة بمقحل واحد (بالإنجليزية: 1T-SRAM)‏ وهي ذاكرة شبيه بالساكن تم تصميمها من قبل شركة موسيس (MoSys)، وهي أكثر كثافة من ذاكرة الوصول العشوائي الساكنة. فهي تستخدم مقحلا واحد لتخزين كل بت مثل ذاكرة الوصول العشوائي الدينمكية لكنها تحيط هذا المقحل بدائرة تحكم لتعمل مثل ذاكرة الوصول العشوائي الساكنة.